# Carlos Erwin Arias
Carlos Erwin Arias Égüez, né le 27 avril 1980 à Portachuelo, est un footballeur bolivien qui évolue au poste de gardien de but.

## Carrière

### Club
Arias commence sa carrière professionnelle en 1998 où il remporte le Championnat de Bolivie de football deux saisons de suite. Il commence à s'imposer dans les cages lors de la saison 2000 avant de faire une saison vierge.
En 2003, il est prêté à The Strongest La Paz où il remporte les deux championnats de la saison 2003. En 2008, il quitte Blooming pour Bolivar où il remporte une nouvelle fois le championnat de Bolivie. En 2010, il s'exile en Israël après avoir été suspendu vingt matchs par la fédération. En 2011, il apparaît comme gardien remplaçant d'Alberto García dans le club espagnol de Córdoba.

### International
Il fait ses débuts en équipe de Bolivie en 2001, participant à la Copa América 2001 et la Copa América 2011. Dans ces deux compétitions, la Bolivie ne gagne aucun match et est éliminée dès l'épreuve des poules.

## Palmarès
- Champion de Bolivie : 1998, 1999, 2003 (ouverture), 2003 (fermeture) et 2009.
- Gardien de la saison 2010/2011 du championnat israélien.